# Giuseppina Strepponi
Clela Maria Josepha (Giuseppina) Strepponi (n. 8 septembrie 1815, d. 14 noiembrie 1897) a fost o renumită soprană din Lombardia. Rolurile pe care le-a interpretat în operele lui Giuseppe Verdi, în special rolul principal feminin în premiera operei Nabucco la 9 martie 1842, au asigurat în mare măsură succesul compozitorului. În 1859, după o relație de doisprezece ani, Giuseppe Verdi și Giuseppina Strepponi se căsătoresc, „Peppina” devenind astfel a doua soție a lui Verdi.